# Rusănești
Rusănești est une commune roumaine située dans le județ d'Olt.